# Nakajima G5N
Il Nakajima G5N Shinzan (in giapponese 深山, Bombardiere sperimentale Nakajima Shinzan, nome in codice alleato Liz) era un prototipo di bombardiere pesante quadrimotore ad ala bassa realizzato dall'azienda giapponese Nakajima Hikōki Kabushiki Kaisha negli anni quaranta.
A seguito delle prove di volo, giudicate insoddisfacenti per il ruolo previsto, venne convertito in aereo da trasporto a lungo raggio ed utilizzato dalla Dai-Nippon Teikoku Kaigun Kōkū Hombu, la componente aerea della Marina imperiale giapponese.

## Storia

### Sviluppo
Le crescenti tensioni tra il Giappone e gli Stati Uniti d'America sul controllo dei territori sull'Oceano Pacifico esortò la Marina imperiale giapponese a dotarsi di un bombardiere pesante a lungo raggio per poter raggiungere obiettivi distanti dal territorio nazionale, dato che per la tipologia del nuovo mezzo aereo non era possibile utilizzarlo dalle portaerei, ma da basi terrestri. A questo scopo richiese dalla produzione aziendale nazionale che le fossero proposte delle soluzioni, che però la tecnologia allora a disposizione non fu in grado di soddisfare. Per ironia della sorte venne sfruttata un'opportunità proprio per iniziativa degli statunitensi.
Dopo l'abbandono dello sviluppo del prototipo dell'aereo di linea Douglas DC-4E, nell'autunno del 1939 il progetto venne acquistato dalla giapponese Nakajima, che lo utilizzò per svilupparne un velivolo ad uso militare. Le dimensioni ne suggerivano infatti un possibile utilizzo come bombardiere pesante e venne perciò avviata la realizzazione di un prototipo da proporre alla Dai-Nippon Teikoku Kaigun Kōkū Hombu, la componente aerea della Marina imperiale, che fino a quel momento poteva disporre solamente di bombardieri medi bimotori.
Rispetto al modello originale statunitense le modifiche riguardarono essenzialmente la fusoliera, caratterizzata da un muso ampiamente finestrato, e l'impennaggio di coda che, data che venne meno l'esigenza di una struttura più bassa necessaria per l'hangaraggio, venne trasformata da tri a bideriva; l'ala ed il carrello d'atterraggio rimasero invece invariati.
Il prototipo venne realizzato negli stabilimenti aziendali di Koizumi (Gunma) e portato in volo per la prima volta il 10 aprile 1941. I risultati delle prove di volo però risultarono inferiori alle aspettative sia come prestazioni velocistiche che come raggio d'azione, insufficienti per le reali esigenze tattiche della Marina imperiale.
Il secondo prototipo venne realizzato dotandolo di una nuova motorizzazione, 2 radiali Mitsubishi Kasei 12 da 1 530 CV (1 125 kW) ciascuno, portati successivamente a 4 come nel progetto originale. Anche questo però non riuscì a fornire i risultati attesi.
Il progetto però non venne del tutto abbandonato e la Marina, benché non avesse autorizzato la produzione in grande serie del velivolo, richiese di realizzare il G5N e contemporaneamente di sviluppare una versione che potesse ovviare alle basse prestazioni del prototipo. La seconda versione, designata G5N2, venne equipaggiata da una diversa motorizzazione che però esprimeva una potenza inferiore ed aveva un peso a vuoto superiore dovuto al completo equipaggiamento di difesa. Il progetto venne quindi definitivamente abbandonato, convertendo alcuni degli esemplari realizzati ad un ruolo di aereo da trasporto a lungo raggio.

### Impiego operativo
A causa delle ridotte prestazioni il G5N Shinzan non venne mai utilizzato nel ruolo per il quale era stato realizzato. Dei 6 esemplari di serie certamente realizzati, 4, 2 G5N1 e 2 G5N2, ridesignati G5N2-L, vennero utilizzati dalla Dai-Nippon Teikoku Kaigun Kōkū Hombu, la componente aerea della Marina imperiale giapponese, come aereo da trasporto a lungo raggio fino al 1945, durante le fasi della seconda guerra mondiale.

## Descrizione tecnica
Il G5N Shinzan era un velivolo imponente e dall'aspetto moderno per lo standard giapponese dell'epoca, basato essenzialmente su bombardieri bimotori: quadrimotore ad ala bassa e doppia deriva con carrello interamente retrattile.

## Versioni
G5N1
prima versione equipaggiata con 4 radiali Nakajima NK7A "Mamoru-11" da 1 870 CV (1 375 kW) ciascuno, prodotta in 4 esemplari.
G5N2
versione migliorata motorizzata con 4 radiali Mitsubishi Kasei 12 da 1 530 CV (1 125 kW) ciascuno, prodotta in 2 esemplari.
G5N2-L
versione da trasporto a lungo raggio, 4 conversioni da 2 esemplari di G5N1 e 2 G5N2.

## Utilizzatori
Giappone
- Dai-Nippon Teikoku Kaigun Kōkū Hombu